# Hora Siccamasingel 177
De voormalig Commerciële school aan de Hora Siccamasingel 177 in de Groninger stadswijk De Wijert-Noord is een gemeentelijk monument naar ontwerp van Jan Bijlefeld. Het schoolgebouw huisvest thans een filiaal van de Noorderpoortcollege.
Het gebouw is een voorbeeld van het functionalisme dat in de jaren 1960 populair werd, gekenmerkt door doosvormigheid en skeletbouw met transparante gevels.

## Beschrijving
Het schoolgebouw bestaat uit een vierkant hoofdvolume van drie verdiepingen, met een plat dak en een centraal atrium, opgebouwd uit 9 x 10 modules (42 bij 47 meter). Aan het complex zijn een eenlaagse entree en een vrijstaande sportzaal toegevoegd.
In tegenstelling tot de destijds veelgebruikte vliesgevel is hier gekozen voor gevels met brede verticale raamstijlen die aansluiten op een gemetselde binnenwand. De gevel is modulair opgebouwd, waarbij iedere drie stijlen een betonnen kolom is geplaatst, behalve op de hoeken. Deze kolommen zijn vrijwel onzichtbaar doordat ze achter de raamstijlen zijn weggewerkt. Dit zorgt voor transparantie en een strak verticaal lijnenspel in de gevel. De betonnen vloeren zijn verborgen achter stroken van gekleurde kunststofplaten tussen de stijlen, wat samen met de stalen kozijnen voor een afwisseling van gesloten en open horizontale lijnen zorgt.
De stalen kozijnen bevatten aan de boven- en onderzijde ventilatieramen die horizontale accenten toevoegen, waardoor de brede kunststof- en glasstroken worden onderbroken. De gymnastiekzaal, een groot rechthoekig volume geplaatst op een onderbouw en ondersteund door betonnen kolommen, is via een open galerij met het hoofdgebouw en de entree verbonden. Deze ruimte bevat twee gymzalen, terwijl de onderbouw kleed- en bergruimtes herbergt. De gevel van de opbouw is bekleed met kunststof vezelplaten (‘shed-filon’), die oorspronkelijk zwart waren, maar door de zon zijn verbleekt naar grijs.